# Église Saint-Thomas-Becket de Villeneuve-sur-Auvers
L'église Saint-Thomas-Becket de Villeneuve-sur-Auvers est une église paroissiale catholique, dédiée à saint Thomas-Becket, située dans la commune française de Villeneuve-sur-Auvers et le département de l'Essonne.

## Historique
L'église est bâtie au XVe siècle.
Depuis un arrêté du 10 février 1948, l'église est inscrite au titre des monuments historiques.
L'édifice en très mauvais état menace ruine au début du XXIe siècle car il n'est pas entretenu pendant environ 40 ans. Les fondations sont consolidées lors d'une première phase de travaux en 2016, qui doit être suivie de travaux sur la charpente, la nef et la façade ouest.

## Description
L'église conserve un vitrail du XVIe siècle représentant une Vierge à l'Enfant.

## Pour approfondir